# Црква Свете Тројице у Кривељу
Црква Свете Тројице у Кривељу припада Епархији тимочкој Српске православне цркве.
Црква посвећена Светој Тројици, силаску Светог духа на Апостоле подигнута је 1879. године. Грађена је општинским средствима, а градили су је италијански мајстори. Да би имала садашњи изглед реновирана је два пута обнављан око 2004. и 2011. године. Локална самоуправа и представници рударског басена имали су обзира и разумевања за цркву и трудили су се као и свештеници који су овде били претходних година да ову светињу очувају, сачувају, обнове и дограде.